# Alfred Waddington

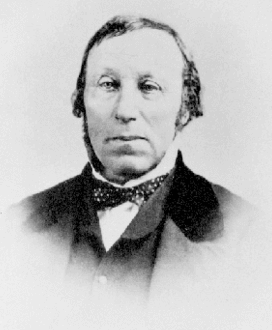
Alfred Waddington

Alfred Penderell Waddington (* 2. Oktober 1801 in Brompton; † 26. Februar 1872 in Ottawa) war ein britischer Politiker, Autor und Geschäftsmann. Er war in der Kolonie Vancouver Island aktiv, die später Teil der Provinz British Columbia wurde.

## Frühe Jahre
Waddington besuchte zunächst Schulen in England, später eine Pariser Schule und studierte danach an der Universität Göttingen. 1850 ging er nach Kalifornien und wurde Mitglied einer Partnerschaft von Großhändlern. Im Jahr 1858 kam er nach Victoria auf Vancouver Island. Obwohl der Fraser-Canyon-Goldrausch gerade seinen Höhepunkt erreicht hatte, war Waddington nicht daran interessiert, Gold zu suchen. Stattdessen wollte er die Ansiedlung in der Kolonie beleben und schrieb Fraser Mines Vindicated, das erste Buch überhaupt, das in der Kolonie Vancouver Island publiziert wurde, aber nicht von der Regierung stammte. 1860 wurde Waddington mit einem Programm zur religiösen Gleichstellung und zu Frauenrechten in das Abgeordnetenhaus gewählt, das er aber bereits 1861 wieder verließ. Im folgenden Jahr half er, die Charta der Stadt Victoria zu verfassen, lehnte es jedoch ab, ihr erster Bürgermeister zu werden.

## Waddingtons Bahnlinie
Ab 1862 setzte sich Waddington bei der Presse und seinen politischen Verbündeten für eine Eisenbahnlinie vom Bute-Fjord zum Fort Alexandria ein, wo sie in die Cariboo Road übergehen und zu den Goldfeldern von Barkerville führen würde (siehe Cariboo-Goldrausch). Er erhielt Beifall für den frühen Bau im Jahr 1863. Im Frühling 1864, als die Chilcotin von den Plänen, eine Strecke durch das Gebiet des Homathko Rivers zu bauen, erfuhren, befürchteten sie Verstöße gegen das Recht auf ihrem Territorium und die gesteigerte Bedrohung durch Pocken. Acht Chilcotin unter der Führung von Klatsassin griffen daher eines von Waddingtons Arbeitslagern an und töteten dabei vierzehn Arbeiter. Die Linie wurde wegen des Krieges nie fertiggestellt. Zwar wurde sie später als eine der möglichen Routen für die Hauptstrecke der Canadian Pacific Railway in Betracht gezogen, die Bahn wählte jedoch Burrard Inlet.

## Schulrat
Im Jahr 1865 wurde Waddington Schulrat von Vancouver Island. Als Vancouver Island 1866 mit British Columbia zu den Vereinigten Kolonien von Vancouver Island und British Columbia fusionierte, hatte dieses Amt jedoch keine Bedeutung mehr. 1867 trat Waddington zurück und der restliche Schulrat beschloss, alle Schulen auf Vancouver Island zu schließen. 1868 trat der gesamte Schulrat aus Protest gegen die Haltung der neuen Regierung gegenüber öffentlichen Schulen zurück.
Zwischenzeitlich hatte Waddington das Bute-Fjord nicht vergessen und setzte sich für eine transkontinentale Eisenbahnroute längs der alten Route ein. Er kämpfte in Ottawa für seine Pläne, als er an Pocken starb.

## Nach Waddington benannte Plätze
- Mount Waddington
- Waddington Range
- Regional District of Mount Waddington
- Waddington Alley in Victoria
- Waddington Crescent in Nanaimo